# Ярославски окръг
Ярославски окръг (на полски: Powiat jarosławski) е окръг в Югоизточна Полша, Подкарпатско войводство. Заема площ от 1028,66 км2.
Административен център е град Ярослав.

## География
Окръгът се намира в историческата област Червена Рус. Разположен е в североизточната част на войводсвото.

## Население
Населението на окръга възлиза на 122 677 души (2012 г.). Гъстотата е 119 души/км2.

## Административно деление
Административно окръгът е разделен на 11 общини.
Градски общини:
- Радимно
- Ярослав

Градско-селска община:
- Община Прухник

Селски общини:
- Община Вьонзовница

- Община Ляшки
- Община Павлошьов
- Община Радимно
- Община Рожвеница
- Община Рокетница
- Община Хлопице
- Община Ярослав

## Фотогалерия
- Радимно
- Ярослав